# Akçakent (stad)
Akçakent is een stadje binnen de Turkse provincie Kırşehir en district Akçakent.
De plaats is gelegen op de hoogvlakte van Anatolië. De gemeenschap is hoofdzakelijk werkzaam in de landbouw. Er komt veel extensieve veeteelt voor, onder meer schapenhouden en geiten.